# Ca n'Oliver (Maó)
Ca n'Oliver és una de les cases més destacades de la burgesia maonesa dels segles XVIII i xix, i que es consolidà com un dels màxims exponents d'aquests edificis a l'illa de Menorca. Va ser construïda per encàrrec del comerciant Llorenç Oliver i Morillo, el 1802, a la zona coneguda com a “fossar dels anglesos”, en època d'expansió de la ciutat de Maó; i destaca per la seva arquitectura magnànima i per les seves decoracions interiors.
Des de 2015, l'edifici acull el centre d'art i història Ca n'Oliver – Col·lecció Hernández Sanz-Hernández Mora, obert al públic, que consta d'una gran col·lecció d'obres artístiques que eren propietat de Francesc Hernández Sanz i el seu fill Francesc Hernández Mora, intel·lectuals i artistes destacats molt relacionats amb la historia i la cultura de l'illa. També conté espais dedicats al llegat britànic de Menorca, a l'interès de la cartografia de l'illa i a la vida quotidiana de la Menorca contemporània.

## Història

### La burgesia maonesa de seglesxviiiixix
Els segles XVIII i XIX són considerats l'època d'esplendor del comerç maonès, que té com a centre el port de Maó. Abans d'aquest segle, els navegants menorquins comerciaven gairebé exclusivament amb l'arc de València a Sicília, però la particular dominació britànica de Menorca, oficialment declarada al 1713 al Tractat d'Utrecht, obrirà als comerciants les rutes amb el nord d'Àfrica i el mediterrani oriental, fet que iniciarà el bastiment d'una xarxa comercial fonamentada especialment en la distribució de cereals al Mediterrani, i que es mantindrà després amb la sobirania espanyola. L'any 1782, Carles III autoritza el comerç directe de l'illa amb els territoris americans de la Corona, i els comerciants menorquins estenen els seus contactes fins al Mar del Nord i el Mar Negre. El segle xviii i principis del XIX esdevé l'època més gloriosa de la burgesia de l'illa, sobretot la de Maó, per la importància del seu gran port.

### La família Oliver
El primer propietari de la casa, Llorenç Oliver i Morillo (1766-1810), va ser un dels comerciants marítims més destacats de Maó. Fill d'un capità mercant, va continuar els negocis familiars, un cop va morir el seu pare i el seu germà Nicolau; i va mantenir negocis al nord d'Àfrica, Amèrica, i Europa. Llorenç Oliver representa el prototip de la burgesia maonesa a finals del segle xviii. Comerciant, amb gran volum de negoci, desenvolupa la seva activitat econòmica a Maó, principalment amb la importació de blat del nord d'Àfrica i productes colonials del Brasil. Casat amb Rita Vinent, ell i la seva dona van tenir un únic fill baró, Josep Oliver Vinent, el qual continuarà la nissaga de negocis.
Josep Oliver i Vinent (1799-1848) va contraure matrimoni l'any 1819 amb Bàrbara Soler, la filla del cònsol d'Espanya a Esmirna, el maonès Benet Soler. Aquest matrimoni engendrà nou fills, alguns dels quals van residir a Mèxic quan va morir el seu pare al 1848.
Llorenç Oliver i Soler (1822-1885) fou el primer fill baró del matrimoni i va continuar amb els negocis. El rei Alfons XII li va atorgar el títol de comte de San Juan de la Violada, per haver reconvertit en fèrtils algunes terres ermes que posseïa al nord d'Osca, amb la utilització de la innovació tecnològica en l'agricultura, gràcies a les màquines de vapor. El 1854 es va casar amb Carlota Méndez de Araújo, una mexicana de Monterrey.
Josep Oliver i Méndez (1854-1928) va ser qui heretà Ca n'Oliver i va continuar la nissaga de negocis, després d'una sèrie de litigis amb els seus oncles. Ell va fixar la seva residència a Barcelona, al carrer Aragó, tot i que va continuar fent un ús intensiu del casal de Maó. Va ser el segon comte de San Juan de la Violada i va mantenir una relació intensa amb Joaquín Costa, que va arribar a residir un temps a la finca dels Olivers a San Juan. Costa va lloar la seva tasca i la del seu pare en la modernització agrícola a l'alt Aragó, tot i que van acabar enfrontats. Josep Oliver i Méndez, que va casar-se amb Josefina Noddings Gibbons, no va tenir fills naturals, tot i que van adoptar una filleta de Binèfar, que va rebre el nom de Mary Noddings Oliver. Josep Oliver i Josefina van ser els darrers olivers que utilitzaren el casal.

## L'edifici
Ca n'Oliver va ser construït en un moment d'expansió urbanística, com a conseqüència del fort creixement demogràfic i econòmic de la ciutat de Maó, durant el segle xviii i el primer terç del XIX; i van sorgint-ne, així, noves barriades. A partir de 1795, s'urbanitza la zona que es coneix com a “Fossar dels Anglesos”, per haver desenvolupat aquesta funció durant la dominació britànica.
L'edifici s'erigeix al damunt de nou parcel·les que ocupen una superfície aproximada de més de 500 metres quadrats. Fa una alçada de tres plantes més porxos i està coronat per una torre de vigilància, amb vistes a l'entrada del port de Maó. Compta, també, amb uns amplis soterranis utilitzats originàriament com a magatzem i com a lloc per a guardar-hi bestiar. L'ambiciosa concepció de la residència familiar és demostrativa del nivell social assolit pel personatge.
- L'escala imperial

L'escala imperial adquireix un gran protagonisme en el conjunt de l'espai arquitectònic, i amaga, al darrere, una segona escala per al servei. La pintura mural d'un paisatge sicilià, al primer replà, i la delicada filigrana de l'arrambador de forja calada confereixen al vestíbul una bellesa extraordinària.
- La decoració dels sostres

El volum i el tractament de l'espai arquitectònic es completa amb l'ornamentació interior —encarregada als artistes italians Giuseppe Patania i Stefano Cotardi, que decoren els sostres amb temes clàssics inspirats en la mitologia romana. Els temes representats es corresponen amb la utilització que el propietari dona a les habitacions decorades. Aquestes decoracions manifesten la tècnica de pintura al oli i tremp  sobre teles que està fixades a les bigues de fusta de l'edifici, recollint així una vella tradició italiana.
- La torre

El coronament de l'edifici amb una torre —que té tres alçades per damunt del mateix immoble— el converteix en punt de referència a la trama urbana de la ciutat. Llorenç Oliver la va fer construir per controlar l'arribada dels vaixells que portaven les seves mercaderies, ja que en aquella època, des del pis més alt, es podia observar tot el port, des de la bocana fins a la colàrsega.

## Actualment
Adquirit per l'Ajuntament de Maó al 2005, és la seu del centre d'art Ca n'Oliver/Col·lecció Hernández Sanz/Hernández Mora, oberta al públic el març de 2015.

### Col·lecció Hernández Sanz/Hernández Mora
Dins de Ca n'Oliver trobem les col·leccions Hernández Sanz-Hernández Mora, que estan formades per obra gràfica, mobiliari, arts decoratives i una extensa biblioteca d'origen menorquí. Instal·lades amb anterioritat a un local del Claustre del Carme, l'any 2015, les col·leccions van ser traslladades a l'immoble conegut com a Ca n'Oliver, sempre mantenint la vocació original de preservar i divulgar el patrimoni històric i artístic d'origen menorquí que les conformen.
D'aquesta manera, la col·lecció forma una exposició dividida en àmbits que ens il·lustren temàtiques diverses com la història de la família Oliver, la Menorca britànica, el port de Maó, cartografia de l'època, la vida quotidiana dels segles xviii i xix a l'illa i el llegat de Francesc Hernández Sanz i el seu fill Francesc Hernández Mora.

### Gravats del Consell Insular
Dins l'edifici trobem, també, una col·lecció de gravats del Consell Insular de Menorca, duts a terme per artistes contemporanis menorquins o relacionats amb l'illa. Aquesta selecció té un important vessant didàctic, que permet conèixer diferents tècniques de gravats.

### Exposicions temporals
Actualment el centre d'art i història de Ca n'Oliver acull exposicions itinerants a la galeria del seu soterrani, durant tot l'any. El centre compta amb una segona sala d'exposicions de petites dimensions, com a complement de la sala d'exposicions principal. Entre aquestes exposicions han recorregut exposicions de diversos artistes i agrupacions de temàtiques i procedències ben diverses.

### Sala d'actes
El centre compta, així mateix, amb una sala d'actes, on es duen a terme activitats programades i conferències de tota mena. L'aforament d'aquesta sala és de 80 persones; i consta com un servei més del centre, a disposició de qualsevol persona o organització.